# Kaypro 2000
Kaypro 2000 је био преносиви рачунар фирме Kaypro који је почео да се производи у САД од 1985. године.
Користио је Intel 8088 као микропроцесор. RAM меморија рачунара је имала капацитет од 256 KB до 768 KB на плочи. 
Као оперативни систем кориштен је MS-DOS.

## Детаљни подаци
Детаљнији подаци о рачунару 2000 су дати у табели испод.
|                       |                                                            |
| [ 1 ]                 |                                                            |
| Произвођач            |                                                            |
| Тип                   | преносиви рачунар                                          |
| Меморија              | 256 до 768 на плочи                                        |
| Поријекло             | Сједињене Америчке Државе                                  |
| Година                | 1985                                                       |
| Тастатура             | одвојива, пуни помак, 77 тастера са 10 функцијских тастера |
| Процесор              |                                                            |
| Фреквенција процесора | 4,77 .                                                     |
| RAM                   | 256 до 768 на плочи                                        |
| ROM                   | непознато                                                  |
| Текст                 | 40 или 80 знакова x 25 линија                              |
| Графика               | 640 x 200 (CGA мод компатибилан)                           |
| Боја                  | 16 нијанси сиве                                            |
| Звук                  | уграђени звучник                                           |
| Димензије             | 33 (ширина) x 28,7 (дубина) x 7 (висина) / 5,5             |
| Портови               |                                                            |
| Оперативни систем     |                                                            |